# 국가 (고창)
국가(麴嘉)는 국씨고창의 제1대 왕(501~ 525)이다. 왕망 때 고창으로 옮겨 산 한인(漢人)의 후예이다. 연호는 승평(承平)과 의희(義熙)가 있다. 501년에 고창사람들이 마유를 살해하고 옹립하였다. 죽은 뒤 시호는 소무왕(昭武王)이다. 아들은 국광, 국자견(麴子堅), 다섯째 아들 국자위(麴子韑)가 있다. 국광이 뒤를 이었다.